# 16174 Parihar
A 16174 Parihar (ideiglenes jelöléssel 2000 AX116) a Naprendszer kisbolygóövében található aszteroida. A LINEAR projekt keretében fedezték fel 2000. január 5-én.